# ТЕС Насрія
ТЕС Насрія – теплова електростанція у південній частині Сирії, за чотири десятки кілометрів на північний схід від околиць Дамаска. Модернізована зі створенням комбінованого парогазового циклу.
У 1995 році на майданчику станції ввели в експлуатацію три встановлені на роботу у відкритому циклі газові турбіни потужністю по 112,5 МВт. Паливна ефективність такої схеми складала лише 32%, тому в 2007-му на майданчику додатково встановили парову турбіну потужністю 150 МВт. Вона отримує живлення через котли-утилізатори від газових турбін та створює з ними значно ефективніший парогазовий блок з показником у 504 МВт.
ТЕС спорудили з розрахунку на використання природного газу, постаченого по трубопроводу Омар І (у 2003 – 2005 роках споживання станцією блакитного палива становило 0,42 – 0,52 млрд м3 на рік).